# Jackie Martin
Jacqueline Alison "Jackie" Martin (nascida em 4 de dezembro de 1971) é uma ex-ciclista sul-africana.
Jackie competiu defendendo as cores de seu país na prova individual do ciclismo de estrada nos Jogos Olímpicos de Barcelona 1992 e Atlanta 1996.